# Понедељак без меса
Понедељак без меса  међународни је покрет који подстиче људе да не једу месо (укључујући производе који садрже месо) понедељком. Покрет је настао  са циљем да се побољша индивидулано здравље и „здравље планете“ и индиректно покрене борба против глобалног загревања земљине атмосфере ( смањењем узгоја стоке и потрошње месних производа). Следбеници овог покрета верују да ће ако већина људи на глобалном нивоу не једе месо бар један дан у недељи, да ће се еколошко стање Земље поправити. Јер ће тиме доћи до смањења производња месних производа (који чини око 18% укупне емисије угљоводоника у атмосферу, што доводи до повећања ефекта стаклене баште), значајно смањити загађење земљине атмосфере и тиме кориговати ефекат стаклене баште.
Понедељак као дан без меса није случајно изабран.  Пре свега, зато што је понедељак почетак радне недеље , када се људи враћају својој недељној рутини, па је треба започети добрим и позитивним  – побољшањем здравља , бригом о себи и својим најмилијима.
Покрет је 2009. године покренуо Пол Макартни, заједно са својим ћеркама Мери Макартни и Стелом Макартни.
Тренутно покрет је најразвијенији у САД , Енглеској , Бразилу, Канади, Израелу, Аустралији, Белгији и другим земљама.  Бројни велики амерички универзитета и предузећа и градови придружили су се овом покрету. Тако је нпр. град Њујорк одлучио да  уведе „Понедељак без меса“ у 15 школа на својој територији као тест, и ако га деца прихвате, да у будућем периоду  ову праксу уведу трајно и друге школе. Понедељак без меса тиме би остварио позитиван здравствени ефекат јер би деца тог дана у недељи имала здрав, потпуно вегетаријански оброк за доручак и ручак.

## Бенефити
Један дан недељно без меса  добар је за здравље јер смањује ризик од срчаних обољења. Заменом меса воћем и поврћем смањује се  угљенични отисак. Тако на пример комбинација пасуља, орашастих плодова, соје и другог поврћа може да организму обезбеди протеине који су човековом организму потребни током целог дана.
Концепт "понедељка без меса" има  за циљ да смањи здравствене ризике и утицај  меса на животни циклус узрокован прекомерном конзумацијом меса. Кампања је посебно усмерена на понедељак јер су истраживања показала да је то дан када су људи најспремнији да почну да усвајају здравију исхрану.
Према једној студији једна трећина свих људи који учествују у акцији Понедељку без меса постају вегетаријанци након пет година.  Студија указује на ефикасност промовисања промена у исхрани заснованих на биљној иисхрани кроз кампање које ангажују учеснике на дужи временски период.  Студија , коју је спровеле Медицинска школа у Брајтону и Сасексу, а коју је наручио Пол Макартни, суоснивач МФМ кампање, такође је открила да би 20% оних који су избацили месо из исхране сваког понедељка током три или више година постали вегетаријанци или вегани.
Пошто храна животињског порекла представља производе са највећим емисијама гасова у глобалном систему исхране, прелазак на биљну исхрану се често рекламира као једна од најутицајнијих акција које појединци могу предузети да смање своју угљеничну емисију. На глобалном нивоу, пољопривреда преко животиња покреће скоро петину светских емисија гасова  које утичу на ефекат стаклене баште и велики негативни утицај на крчење шума, ерозију тла и загађење површинских и подземних вода.

## Зашто понедељак?
Безмесни понедељак своју иницијативу фокусира на овај дан  у недељи из неколико разлога:
- Среда и петак су традиционално дани за пост међу римокатоличким и православним хришћанима.
- Понедељак је обично почетак радне недеље, и дан када се појединци враћају у своју недељну рутину, и прикладан је за промене у тој рутини.
- Навике у исхрани које су преовладавале током викенда могу се са првим даном у недељи  заменити другојачијом (здравијом) исхраном.[5]
- Почетак недеље делује стимулативно, јер код већине постоји веровање да први дан у недељи треба започнети нечим новим па зашто то не би биле здраве навике и тако подстакне успех.
- Понедељак је такође изабран да буде алитеративан са кампањом Meatless  (дан без меса), Taco Tuesday (обичај у многим америчким градовима да се једе такос или у неким случајевима бирају мексичка јела, која се обично служе у тортиљи уторком увече)[6]  и друге сличне кампање специфичне за тај дан).

## Историја
Поред резултата испитивање бенефита понедељак без меса, која су 2009. године објављена у стручном часопису Амерички журнал за превентивну медицину, да је отприлике две трећине учесника у овој акцији реаговало побољшањем свог укупног здравља, навика у исхрани и нивоа физичке активности. Такође у овом часопису читаоцима су предложени и недељни здравствени савети и охрабрења, за овакав начин исхране.   

## Америка
Током Првог светског рата, амерички председник Вудро Вилсон је издао проглас позивајући да сваки уторак буде без меса и да се поштује један безмесни оброк сваког дана (укупно девет оброка без меса сваке недеље). Америчка администрација за храну (УСФА) позвала је породице да смање потрошњу кључних основних намирница како би помогле ратним напорима и избегле рационализацију. Очување хране би подржало америчке трупе као и исхрану за популацију у Европи у којој је производња и дистрибуција хране више година била поремећена ратом. Да би подстакла добровољно рационализацију, УСФА је креирала слоган „Храна ће победити у рату“ и сковала термине „Уторак без меса“ и „Бесмесна среда“ да подсети Американце да смање унос тих производа.
Херберт Хувер  који је био шеф Управе за храну, као и Америчког удружења за помоћ током председавања Вудроа Вилсона, имали су кључну улогу у спровођењу кампање, што је био један од многих Хуверових покушаја да подстакне добровољност и жртву међу Американцима током рата. УСФА је поред рекламирања обезбедила широк избор едукационог материјала, укључујући књиге рецепата и меније који су објављивани у часописима, новинама и памфлетима чије штампање је спонзорисала влада. 
Кампања се вратила са почетком Другог светског рата, током које су позиване жене на домаћем фронту да се укључе  у подршку  ратним напорима. Током рата, месо је било рационално коришћено, заједно са другим производима попут шећера, бензина и других артикала. У послератном периоду Труманова администрација је, преко Комитета за храну подстицала грађане на поштовањен „уторка без меса“ и „четвртка без живине“ током целе јесени 1947. године. Реакција јавности  је била брза, поштивање је било свеопште, а живинарски лоби је одговорио националном презентацијом ћурака за Дан захвалности, претечом модерног „turkey pardon“ (када на  Дана захвалности, председник САД „помилује“ ручно одабрану ћурку, како не би завршила на нечијем столу за вечеру и даје јој слободу да остатак њених дана проведе у лутању на фарми, радећи све што ћурке воле да раде).
Кампање у понедељак
Понедељак без меса настао је као део иницијативе Здрави понедељак. Програм су пратиле смернице за исхрану које је развило УСДА.  Здрави понедељак подстиче Американце да доносе здравије одлуке на почетку сваке недеље. Друге кампање Здравог понедељка укључиле су и следеће активности:  The Kids Cook Monday, Monday 2000, Quit and Stay Quit Monday, Move it Monday, The Monday Mile, и друге.
Испитивање спроведена 2009. године, која су објављена у Америчком журналу за превентивну медицину који је пружи појединцима недељне здравствене савете и охрабрење, навео је да је отприлике две трећине учесника у овој кампањи реаговало побољшањем свог укупног здравља, навика у исхрани и нивоа физичке активности.

### Велика Британија
Акција понедењак без меса покренут је у Уједињеном Краљевству  као рекламна кампања за Гоодлифе Фоодс  а потом и као еколошка кампања.  Међу првима ову акцију су покренули 15. јуна 2009. године Пол Макартни и његове ћерке Стела и Мери.

### Аустралија
У децембру 2009. године, „Дан без меса“ покренут је у Аустралији.

### Бразил
Октобра 2009. у Сао Паулу покренут је „Дан без меса“ уз подршку владе и Бразилског вегетаријанског друштва.

### Белгија
Мају 2009. године град Гент у Белгији постао је први град са „званичним“ недељним вегетаријанским даном. Вегетаријански понедељак ("Donderdag Veggiedag” на холандском) креирала је Етичка вегетаријанска алтернатива, организација коју делимично финансира фламанска влада.  Када је у Израелу часопис  Al Hashulchan  представио је иницијативу Sheni Tzimchoni (Вегетаријански понедељак)  јуна 2009.  године, десетак најбољих израелских ресторана почело је да служи своје госте иновативним оброцима без меса понедељком током јула и августа 2009. године.
Сан Франциско је 2010. године постао први град у Сједињеним Америчким Државама који је званично прогласио понедељак као дан „без меса“, називајући тај дан  Вегетаријанским даном.
Неколико других земаља такође има дане без меса, укључујући и Канаду.

### Аргентина
У 2017. години, Casa Rosada из Аргентине увела, ја да један оброк понедељком буде без меса, служећи само веганске оброке за својих око 500 запослених, укључујући и аргентинског председника Маурисија Макрија.